# پاتریسیو آسودو
پاتریسیو آسودو (انگلیسی: Patricio Acevedo؛ زادهٔ ۹ آوریل ۱۹۷۸) بازیکن فوتبال متولد شیلی اهل فلسطین بود.
وی همچنین در تیم ملی فوتبال فلسطین بازی کرده است.